# A jóléti közgazdaságtan két tétele
A jóléti közgazdaságtan két tétele a gazdaság egyensúlyára, valamint a javak társadalmon belüli elosztásának Pareto-hatékonyságára vonatkozó két állítás.

## A jóléti közgazdaságtan első tétele
A jóléti közgazdaságtan első tétele tulajdonképpen a Léon Walras által kidolgozott walrasi egyensúly legfontosabb jellemzője. A walrasi egyensúly egy általános egyensúly (vagyis a gazdaság olyan állapota, amelyben minden piac egyensúlyban van) az alábbi tulajdonságokkal:
- a piacok mindegyike versenyzői piac;
- nincsenek tranzakciós költségek;
- a fogyasztók preferenciái nem függnek más gazdasági szereplők fogyasztásától, vagyis nincsenek externáliák (külső gazdasági hatások).

A tétel kimondja, hogy a javak bármely kezdeti elosztásán alapuló walrasi egyensúly Pareto-hatékony. Tehát a versenyzői piac a felsorolt feltételek teljesülésekor mindig olyan elosztást hoz létre, amely esetén egyik gazdasági szereplő jóléte úgy növelhető, hogy közben másik szereplő jóléte csökken.

## A jóléti közgazdaságtan második tétele
A jóléti közgazdaságtan második tétele szerint bármely Pareto-hatékony elosztás létrehozható egy kezdeti jószágelosztás walrasi egyensúlyaként, ha a fogyasztók preferenciái konvexek. Vagyis arra, hogy Pareto-hatékony és egyben erkölcsi vagy társadalmi szempontból a legigazságosabb végső (egyensúlyi) elosztást hozzuk létre, a versenyzői piac alkalmas – csak a javak kezdeti elosztását kell úgy kialakítani, hogy a létrejövő egyensúly a számunkra legkedvezőbb végső elosztás legyen.
A jóléti közgazdaságtan második tételének következménye, hogy a csak a javak társadalmon belüli elosztását megváltoztató adók, például a vagyonadó, hatékonyabb és igazságosabb végső elosztást eredményeznek, mint a forgalmi vagy jövedelemadók – ez utóbbiak ugyanis a gazdasági szereplők döntéseitől függnek, így torzítják a versenyzői piac mechanizmusait, megakadályozva a Pareto-hatékony egyensúly kialakulását.

## Történetük és jelentőségük
A jóléti közgazdaságtan első és második tételét Kenneth Arrow amerikai és Gerard Debreu francia közgazdászok dolgozták ki. Bár a résztudomány fejlődésében játszott szerepük jelentős, a jóléti közgazdaságtan képviselői közül ma már kevesen tartják őket irányadónak; a tételek teljesülésének feltételei a valóságtól elrugaszkodottak, és a jóléti közgazdaságtan modern irányzatai általában is elfordulni látszanak a Pareto-hatékonyság alapelvétől.